# أفق ظاهري
الأفق الظاهري في النسبية العامة هو السطح الذي يمثل الحد الفاصل بين أشعة الضوء الموجهة خارجًا والمتحركة خارجًا، وتلك الموجهة خارجًا ولكنها تتحرك للداخل. 
الأفق الظاهري ليس من الخصائص اللامتغيرة للزمكان، وهو، على وجه الخصوص، مختلف عن أفق الحدث. 